# Tilloy-lez-Marchiennes
Tilloy-lez-Marchiennes é uma comuna francesa na região administrativa de Altos da França, no departamento do Norte. Estende-se por uma área de 5.5 km². Em 2010 a comuna tinha 533 habitantes (densidade: 96,9 hab./km²).